# Élections législatives de 1956 en Maine-et-Loire
Les élections législatives de 1956 en Maine-et-Loire sont des élections françaises qui ont eu lieu le 2 janvier 1956 dans le département de Maine-et-Loire dans le cadre des élections législatives françaises de 1956, sous la IVe République.
Ce sont les dernières élections législatives de la Quatrième république, après les élections de novembre 1946 et de juin 1951.

## Mode de scrutin
L'Assemblée nationale est composée de 626 sièges pourvus au scrutin proportionnel plurinominal suivant la règle de la plus forte moyenne dans le cadre départemental, sans panachage.
Le vote préférentiel est admis, en inscrivant un numéro d'ordre en face du nom d'un, de plusieurs ou de tous les candidats de la liste. Mais l'ordre ne pourra être modifié que si au moins la moitié des suffrages portés sur la liste est numéroté. Dans les faits les modifications ne dépasseront jamais les 7%.
La loi électorale du 7 mai 1951, dite loi des apparentements, reste en vigueur. Elle permet à la base une répartition des sièges à la représentation proportionnelle dans le département, mais si des listes « apparentées » avant le déroulement du scrutin obtiennent ensemble une majorité absolue de suffrages exprimés, elles reçoivent directement tous les sièges à pourvoir.
Dans le département de Maine-et-Loire, six députés sont à élire.

## Élus
| Député sortant  | Parti | Parti | Député élu ou réélu | Parti | Parti |
| --------------- | ----- | ----- | ------------------- | ----- | ----- |
| Jean Sauvage    |       | MRP   | Jean Sauvage        |       | MRP   |
| Charles Barangé |       | MRP   | Georges Prisset     |       | MRP   |
| Bernard Manceau |       | CNIP  | Bernard Manceau     |       | CNIP  |
| Victor Chatenay |       | RS    | Victor Chatenay     |       | RS    |
| Diomède Catroux |       | RS    | Fernand Angibault   |       | MRP   |
| André Commentry |       | RS    | Jean Turc           |       | CNIP  |

## Résultats

### Résultats à l'échelle du département
- Un apparentement de type Front Républicain est concrétisé entre les listes SFIO et Rad-soc.
- Un autre est conclu en soutien à la majorité sortante, entre les listes MRP, CNIP (2 listes) et Rép. soc.
- Le troisième regroupe les trois listes poujadistes.

La liste Réf. État menée par M. Bourasseau se retire quinze jours avant le scrutin, elle appelle à soutenir les listes poujadistes. 
| Parti    | Parti                                                                 | Tête de liste     | Résultats | Résultats | Appar. | Appar. | Sièges |
| Parti    | Parti                                                                 | Tête de liste     | Voix      | %         | Voix   | %      | Nb.    |
| -------- | --------------------------------------------------------------------- | ----------------- | --------- | --------- | ------ | ------ | ------ |
|          | Mouvement républicain populaire                                       | Jean Sauvage      | 128 763   | 50,55     | 53 075 | 20,84  | 3 1    |
|          | Centre national des indépendants et paysans                           | Jean Turc         | 128 763   | 50,55     | 28 590 | 11,22  | 1 1    |
|          | Républicains sociaux                                                  | Victor Chatenay   | 128 763   | 50,55     | 24 155 | 9,48   | 1 2    |
|          | Centre national des indépendants et paysans                           | Bernard Manceau   | 128 763   | 50,55     | 22 943 | 9,01   | 1      |
|          | Union et fraternité française                                         | Mathurin Coiffard | 56 216    | 22,07     | 35 568 | 13,96  | -      |
|          | Défense des intérêts agricoles et viticoles                           | Raoul Lemaire     | 56 216    | 22,07     | 13 912 | 5,46   | -      |
|          | Action civique de défense des consommateurs et des intérêts familiaux | Germain Masson    | 56 216    | 22,07     | 6 736  | 2,64   | -      |
|          | Section française de l'Internationale ouvrière                        | Lionel Marmin     | 35 504    | 13,94     | 19 232 | 7,77   | -      |
|          | Parti républicain, radical et radical-socialiste                      | Victor Deneau     | 35 504    | 13,94     | 16 272 | 6,39   | -      |
|          | Parti communiste français                                             | Pierre Sicard     | 31 988    | 12,56     | -      | -      | -      |
|          | PRP                                                                   | Michel Chabosseau | 2         | 0,00      | -      | -      | -      |
|          | Réf. État                                                             | Roger Bourasseau  | 0         | 0,00      | -      | -      | -      |
|          |                                                                       |                   |           |           |        |        |        |
| Inscrits | Inscrits                                                              | Inscrits          | 320 438   | 100,00    |        |        | 6      |
| Votants  | Votants                                                               | Votants           | 263 589   | 82,26     |        |        |        |
| Exprimés | Exprimés                                                              | Exprimés          | 254 739   | 96,64     |        |        |        |

- L'apparentement de droite réunit plus de la moitié des suffrages, il obtient donc la totalité des sièges. Ces derniers sont répartis à la proportionnelle entre les listes apparentées.